# Jung Jin-young
Dans ce nom coréen, le nom de famille, Jung, précède le nom personnel.
Pour les articles homonymes, voir Jung.
Jung Jin-young (coréen : 정진영) né le 18 novembre 1991 à Chungju, mieux connu sous le nom de Jinyoung (coréen : 진영), est un auteur-compositeur-interprète, danseur, réalisateur et acteur sud-coréen. Il est surtout connu pour avoir été le leader du boys band de K-pop B1A4 jusqu'en 2018. Il s'est fait connaître en tant qu'acteur dans la série télévisée Love in the Moonlight en 2016.

## Biographie
Jin-young fut découvert sur Cyworld via une photo de lui qu'il avait posté sur le site internet. Il a été stagiaire pendant environ deux ans, il a pris des cours de chant, de composition et de théâtre avant de rejoindre le groupe B1A4.

### B1A4
Jin-young fut le premier membre de B1A4 à être révélé au public le 11 avril 2011. Le groupe fait ses débuts officiels sur scène le 23 avril 2011 au Show! Music Core de MBC.
En juin 2018, il quitte le groupe à la suite de la rupture de son contrat, qu'il décide de ne pas renouveler.

### Carrière en solo
Tout d'abord, il attire l'attention par ses talents de compositeur avec la chanson titre de B1A4, Baby I'm Sorry (2012), et est félicité par plusieurs professionnels de la musique.

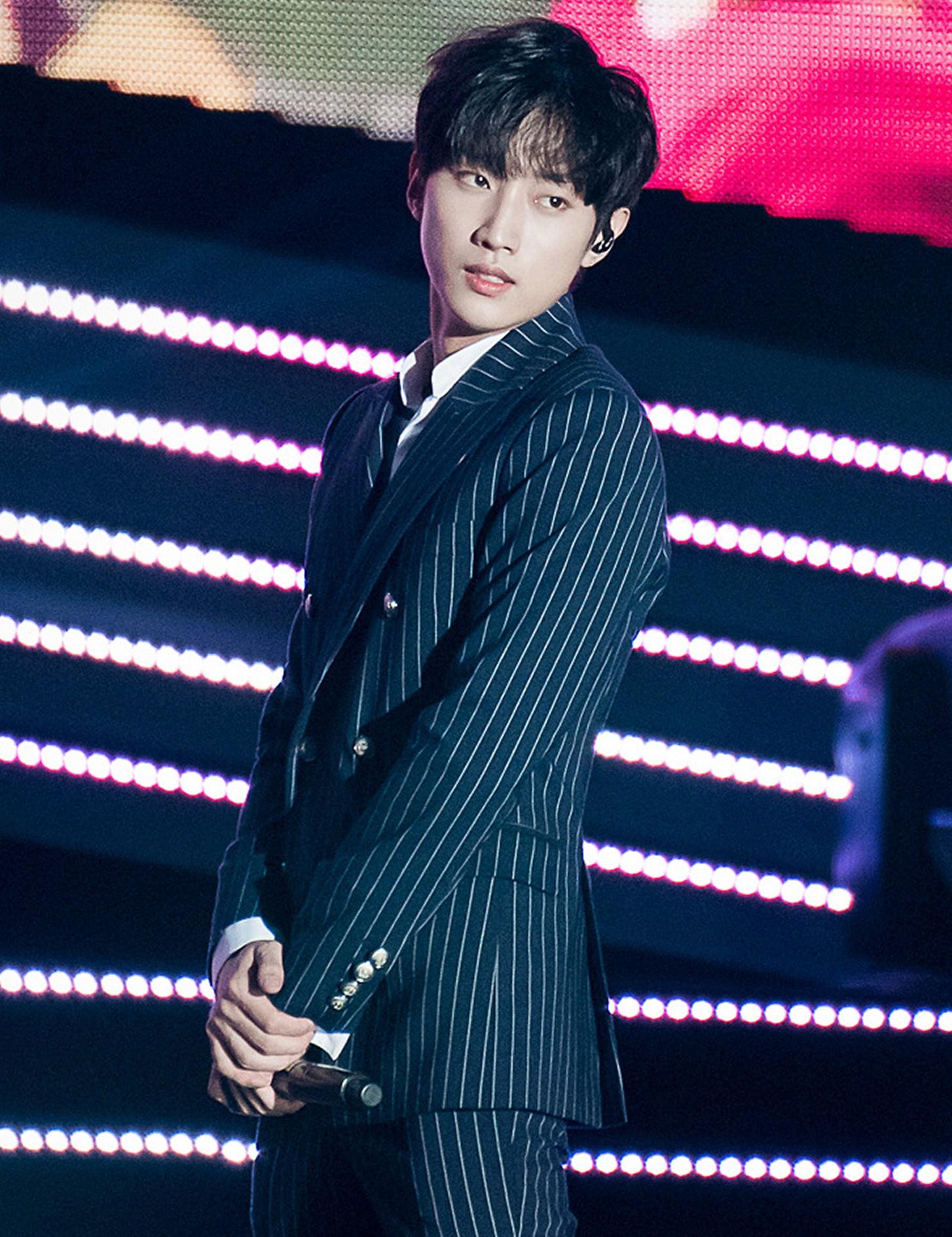
Jin-young sur scène en septembre 2016.

En 2013, il fait ses débuts d'acteur dans le drama de tvN She is Wow. L'année suivante, il fait ses débuts au cinéma dans le film Miss Granny. En parallèle, il écrit la chanson de fin du film.
En 2015, il joue dans la série musicale Persevere, Goo Hae-ra diffusée sur Mnet, et reçoit des critiques posivitives pour son jeu d'acteur. Plus tard dans l'année, il intègre le casting de la série romantique Warm and Cozy. 
Par la suite, en 2016, Jin-young participe à la production des chansons In the Same Place et When Cherry Blossoms Fade pour l'émission de télé-réalité musicale Produce 101 de la chaîne Mnet. C'est la première fois qu'il compose des chansons pour un girls band, et reçoit des critiques positives de la part du public pour son talent de compositeur,,. Il est nommé le « compositeur solo n°1 » en 2016. La même année, il joue dans le drama historique de KBS Love in the Moonlight. Le drama est un grand succès et le conduit à une reconnaissance accrue en tant qu'acteur. Jin-young joue de nouveau avec Chae Soo-bin un an plus tard, dans le drama spécial en deux épisodes If We Were a Season (2017).
En octobre 2017, Jin-young joue le rôle principal du film comique Inside me, sorti en janvier 2019.
En 2018, Jin-young rejoint le casting du teen drama romantique My First First Love,,, diffusé sur Netflix, et joue également dans le webdrama Wind-Bell en octobre de la même année.

## Discographie

### En tant que producteur/auteur-compositeur

#### B1A4
Jin-young est connu pour avoir composé de nombreux titres pour les albums de son groupe, B1A4.
| 2011                                                   | "Bling Girl"                                      | 3:36 | Let's Fly             |
| 2011                                                   | "Wonderful Tonight"                               | 3:31 | It B1A4               |
| 2012                                                   | "Baby I'm Sorry"                                  | 3:32 | Ignition              |
| 2012                                                   | "Feeling"                                         | 3:31 | Ignition              |
| 2012                                                   | "Wonderful Tonight (Unplugged Remix)"             | 3:51 | Ignition              |
| 2012                                                   | "Baby Good Night (잘자요 굿나잇)"                 | 3:20 | Ignition: Special Ed. |
| 2012                                                   | "너때문에 (Because of You)"                       | 3:52 | Ignition: Special Ed. |
| 2012                                                   | "Beautiful Lie"                                   | 3:34 | 1                     |
| 2012                                                   | "Intro - In The Wind"                             | 1:00 | In The Wind           |
| 2012                                                   | "Tried To Walk (걸어 본다)"                       | 3:36 | In The Wind           |
| 2012                                                   | "뭐 할래요 (What Do You Want To Do)"              | 3:31 | In The Wind           |
| 2013                                                   | "What's Happening? (이게무슨일이야)"              | 3:20 | What's Going On       |
| 2013                                                   | "Good Love"                                       | 3:56 | What's Going On       |
| 2014                                                   | "Intro - Prologue"                                | 1:06 | Who Am I              |
| 2014                                                   | "Lonely (없구나)"                                 | 4:05 | Who Am I              |
| 2014                                                   | "사랑 그땐 [Feat.하림] (Love Then [Feat. Harim])" | 3:39 | Who Am I              |
| 2014                                                   | "Baby"                                            | 3:55 | Who Am I              |
| 2014                                                   | "예뻐 (Pretty)"                                   | 3:18 | Who Am I              |
| 2014                                                   | "Who Am I"                                        | 3:14 | Who Am I              |
| 2014                                                   | "Solo Day"                                        | 3:19 | Solo Day              |
| 2014                                                   | "내가 뭐가 돼 (You Make Me a Fool)"               | 3:29 | Solo Day              |
| 2014                                                   | "잘 돼가 (It's Going Well)"                       | 3:35 | Solo Day              |
| 2014                                                   | "물 한잔 (A Glass Of Water)"                      | 3:23 | Solo Day              |
| 2014                                                   | "You feat. Sunmi)"                                | 3:52 | Solo Day              |
| 2015                                                   | "Sweet Girl"                                      | 3:19 | Sweet Girl            |
| 2015                                                   | "You Are a Girl I'm a Boy"                        | 3:34 | Sweet Girl            |
| 2015                                                   | "After 10 Years (10년 후)"                        | 3:28 | Sweet Girl            |
| 2015                                                   | "Wait"                                            | 4:23 | Sweet Girl            |
| Gras signifie que c'est le titre principal de l'album. |                                                   |      | Sweet Girl            |

#### Autres
| 2016                                                   | "같은 곳에서 (In the Same Place)"         | 소녀온탑 (Girls on Top) | 3:05 | Produce 101 - 35 Girls 5 Concepts |
| 2016                                                   | "한 발짝 두 발짝 (One Step, Two Step)"    | Oh My Girl              | 3:43 | Pink Ocean                        |
| 2016                                                   | "벚꽃이 지면 (When Cherry Blossoms Fade)" | I.O.I                   | 3:23 | Chrysalis                         |
| 2016                                                   | "Misty Road"                              | Ben                     | 3:49 | OST de Love in the Moonlight      |
| 2016                                                   | "잠깐만 (Hold On)"                        | I.O.I                   | 3:10 | Miss Me?                          |
| Gras signifie que c'est le titre principal de l'album. |                                           |                         |      |                                   |

## Filmographie

### Films
| Année | Titre         | Rôle               | Note(s) |
| ----- | ------------- | ------------------ | ------- |
| 2014  | Miss Granny   | Ban Ji-ha          |         |
| 2017  | A Taxi Driver | Le journaliste Lee |         |
| 2019  | Inside me     | Kim Dong-hyun      |         |

### Télévision

#### Dramas
| Année | Chaîne        | Titre                     | Rôle                   | Note(s)   |
| ----- | ------------- | ------------------------- | ---------------------- | --------- |
| 2012  | MBC           | The Thousandth Man        | Caméo                  | [ 34 ]    |
| 2013  | tVn           | She Is Wow                | Gong Min-gyu           | [ 35 ]    |
| 2015  | Mnet          | Persevere, Goo Hae-ra     | Kang Se-chan / Ray Kim |           |
| 2015  | MBC           | Warm and Cozy             | Jung Poong-san         |           |
| 2015  | Naver TV Cast | Love Detective Sherlock K |                        | Web drama |
| 2016  | KBS2          | Love in the Moonlight     | Kim Yoon-sung          |           |
| 2019  | Netflix       | My First First Love       | Seo Do-hyun            |           |
| 2021  | KBS2          | Police University         | Kang Sun-ho            |           |
| 2023  | Netflix       | Sweet Home saison 2       | Park Chan-Yeong        |           |

#### Émissions de variétés
| Année | Chaîne     | Titre                                          | Note(s)                                                                         |
| ----- | ---------- | ---------------------------------------------- | ------------------------------------------------------------------------------- |
| 2011  | MBC        | Idol Athletics Championships                   |                                                                                 |
| 2011  | SBS        | MTV Let Me Show                                |                                                                                 |
| 2011  | SBS        | MTV Match Up                                   |                                                                                 |
| 2012  | MBC Every1 | Weekly Idol                                    | Épisode 26                                                                      |
| 2012  | MBC        | Idol Athletics and Swimming Championships      |                                                                                 |
| 2012  | SBS        | MTV Special B1A4 Selca Diary                   |                                                                                 |
| 2012  | SBS        | 1000 Song Challenge                            | Avec Gongchan et Sandeul                                                        |
| 2012  | Mnet       | Wide Entertainment News - B1A4's Sesame Player |                                                                                 |
| 2012  | MBC Every1 | Weekly Idol                                    | Épisode 40                                                                      |
| 2012  | KBS Joy    | B1A4 Hello Baby Season 6                       |                                                                                 |
| 2012  | KBS2       | Immortal Songs 2                               | Épisode 77                                                                      |
| 2013  | KBS2       | Immortal Songs 2                               | Épisode 109                                                                     |
| 2013  | MBC Every1 | Weekly Idol                                    | Épisode 73                                                                      |
| 2013  | KBS2       | Dream Team Ping Pong Special                   |                                                                                 |
| 2013  | MBC        | Infinite Challenge                             | Épisodes 329 & 330                                                              |
| 2013  | MBC Every1 | Weekly Idol                                    | Épisode 97                                                                      |
| 2013  | KBS2       | Hello Counselor                                |                                                                                 |
| 2014  | KBS2       | Million Seller                                 | Épisodes 1 & 2 (pilote)                                                         |
| 2014  | MBC Every1 | Weekly Idol                                    | Épisode 135                                                                     |
| 2014  | SBS        | Running Man                                    | Épisode 201                                                                     |
| 2014  | KBS2       | Happy Together                                 |                                                                                 |
| 2014  | MBC Every1 | Weekly Idol                                    | Épisode 159                                                                     |
| 2014  | MBC Music  | B1A4's One Fine Day                            |                                                                                 |
| 2015  | KBS2       | Global Request Show A Song For You 4           | Épisode 7 (en tant que B1A4) Épisodes 12 & 13 (en tant que maître de cérémonie) |
| 2016  | MBC        | People Full of Capacity                        | Épisode 14                                                                      |
| 2016  | Mnet       | Produce 101                                    | Épisode 9                                                                       |
| 2016  | Mnet       | God of Music 2                                 | Membre du casting                                                               |
| 2016  | KBS2       | Happy Together                                 | Lui-même, épisode 472                                                           |

## Distinctions
| Année | Cérémonie                                   | Titre                                   | Travail nommé | Résultat   |
| ----- | ------------------------------------------- | --------------------------------------- | ------------- | ---------- |
| 2014  | 50e Baeksang Arts Awards                    | Acteur le plus populaire (film)         | Miss Granny   | Nomination |
| 2014  | 16e Seoul International Youth Film Festival | Meilleur acteur masculin                | Miss Granny   | Nomination |
| 2015  | 10e Max Movie Awards                        | Meilleur acteur dans un rôle secondaire | Miss Granny   | Nomination |